# Иде, Штефан Клаус Альфред
Ште́фан Кла́ус А́льфред И́де (нем. Stéfan Kláus Álfred Íhde; род. 24 июля 1962, Имменштадт-им-Альгой, Бавария) — немецкий стоматолог-хирург, парадонто́лог, учёный, профессор и бизнесмен.
Автор 5 монографий, более 20 международных патентов.

## Образование
В 1987 году окончил медицинский факультет Вю́рцбургского университета имени Ю́лиуса-Максими́лиана (нем. Julius-Maximilians-Universität Würzburg) по специальности "стоматология". В 1988г. в этом же университете защитил диссертацию на тему «Диагностическое соответствие трёх методов определения кортизола в сыворотке и плазме» с присвоением учёной степени доктора медицинской стоматологии. Позднее получил профильное образование в Университете Неймегена (Radboud University Nijmegen) по специальности "пародонтоло́гия". В 2013 и 2019 гг. сдал специальные экзамены в Московском государственном медико-стоматологическом университете им. А. И. Евдокимова и Харьковской медицинской академии последипломного образования по специальности "хирургическая стоматология".

## Практическая деятельность
В 1988г. начал практику стоматолога-хирурга в отделении челюстно-лицевой хирургии военного госпиталя Гамбурга. С 1994 года его профессиональным интересом стала базальная имплантология. Специализируется на лечении периимплантитов, различных форм врождённых и приобретённых патологий, дефектов, атрофии лицевых костей и полной беззубости. Провёл более 50000 хирургических операций по зубной и лицевой имплантации (на 2021 год).

## Научная деятельность
Как учёный Штефан Иде занимается научными и биомеханическими исследованиями костей лицевого отдела. Основной научный интерес — адаптация и восстановление костной ткани в контексте лечения имплантатом. С 1996 по 2010 гг. интенсивно занимался исследовательской и практической разработкой зубных имплантатов и протезных конструкций. Его научная теория заключалась в том, что лицевые кости способны физиологически восстанавливаться за счёт системной интеграции имплантатов в компактную кость и шинирования их протезом по принципу ортопедической хирургии, что существенно снижает риски развития периимплантита, поскольку предварительное наращивание костной ткани не потребуется. На базе кафедры стоматологии Белградского университета (2001-2005 гг.) и кафедры биомеханики Университета Оломоуц и Пражского университета (2004-2009 гг.) проводил научные, гистологические, биомеханические и экспериментальные исследования. К 2009 году изобрёл несколько видов базальных имплантатов дискового и винтового типа для различных клинических случаев, объединил их в системы, разработал методы установки. В 2007 году с группой учёных впервые провёл операцию на изобретённых им имплантатах дискового типа по фиксации носового эпипротеза (эпитеза) после удаления пациенту плоскоклеточной карциномы средней части лица, ампутации носового и верхнечелюстного отделов и их лучевого облучения. Исследование этого клинического случая проводилось за счёт средств гранта, выделенного Министерством образования, науки и технологического развития Республики Сербия. При поддержке этого же Министерства, на базе медицинской школы Белградского университета проводились многолетние клинические исследования применения этого типа имплантатов для фиксации носовых и орбитальных протезов; также учёными проводились исследования применения других видов его имплантатов для случаев полной атрофии костной ткани. Имплантационное лечение сложных клинических случаев, в том числе, после облучения больных, и/или имеющих значительную атрофию лицевой и/или челюстной костной ткани, на регулярной основе проводится учёными на базальных имплантатах, изобретённых Штефаном Иде.
Автор и соавтор более 100 научных публикаций (в том числе, исследовательских статей, опубликованых на 6 иностранных языках; 7-ми учебников по имплантологии (три из которых переведены на английский, испанский, русский, венгерский, польский, румынский, сербский, болгарский языки)); автор научных и учебных лекций/видеолекций, учебных пособий и научных докладов. Научные и исследовательские труды учёного публикуются в периодических изданиях мировых медицинских университетов, международных медицинских научно-практических изданиях, индексируемых Semantic Scholar, базой данных NCBI (PubMed, PubMeD Central), Google Scholar, Scopus и реестром ORCID.
Его рабочие исследовательские группы были обладателями грантов Министерства науки Сербии (2009 г.), Министерства образования, молодежи и спорта Чешской Республики и Чешского научного фонда — Грантового агентства Чешской Республики (2008 г.). В 2019 году был отмечен почётной наградой IURC (Международной Ассоциации Красного Креста, г. Лондон), именной медалью «За высокий профессионализм» Центрального Комитета поддержки программ Президента Российской Федерации в области сохранения здоровья населения (г. Москва). Имеет почётное звание «Народный посол Украины» Всеукраинского народного фонда содействия международному общению (2011 г.).

## Преподавательская деятельность
Член преподавательских составов Джайпурского стоматологического колледжа(Индия) — с 2019 года почётный приглашённый профессор; Печского университета (Pécsi Tudományegyetem) (Венгрия) — с 2009 года приглашённый профессор; Университета ORADEA (Universităţii din Oradea) (Румыния) — с 2009 года доцент. Постоянный лектор международного научно-исследовательского и образовательного фонда имплантологов "International Implant Foundation®" (Германия), организатор и приглашённый лектор международных научных и практических конференций и обучающих программ.

## Основные труды
1. «Моделирование передачи нагрузки и распределения энергии деформации до и после заживления базальных дентальных имплантатов нижней челюсти человека»;
2. «Оценка стабильности черепно-лицевых имплантатов методом резонансного частотного анализа»;
3. «Трехмерное определение зоны слияния между дистальным отделом верхней челюсти и крыловидной пластиной клиновидной кости и рекомендации по процедуре лечения имплантатом»;
4. «Анатомия, особенности и половые корреляции (диморфизм) туберо-палато-птеригоидной области среди взрослого населения — одноцентровое исследование на основе 3D-печатных моделей»;
5. «Гибкие угловые зубные имплантаты: сравнение упругих и пластичных свойств материала на основе экспериментальных данных материала имплантата и МКЭ»;
6. «Дифференциальная диагностика идиопатической кисты кости с помощью цифровой объемной томографии (ТГВ)»;
7. «Временной анализ обработки жёсткого и мягкого болюса»;
8. «Метод использования анализа конечных элементов для моделирования контакта кость-базальный имплантат»;
9. «Показания к применению кортикобазальных челюстных имплантатов и соответствующие методики лечения»;
10. «Принципы BOI: Клинические, научные и практические рекомендации по 4-D стоматологической имплантологии», учебник, изд. Springer Science/ Heidelberg, 2005 г. (в 2006 г. рецензирован доктором медицинских наук, профессором и заведующим кафедрой хирургической стоматологии и черепно-лицевой хирургии Львовского национального медицинского университета Я. Э. Варесом).
11. «Сравнение и определение патологических периимплантитных симптомов и пошаговой терапии для базальных и винтовых имплантатов»;
12. «Восстановление атрофированной нижней челюсти с использованием базальных остеоинтегрированных имплантатов и несъемных протезов»;
13. «Функциональная адаптация высоты периимплантной кости после имплантации BOI в нижнюю челюсть»;
14. «Первичная стабильность и выживаемость двухэтапных имплантатов с коническими компрессионными винтами».
15. «Последствия протрузии кортикобазального имплантата в носовой и верхнечелюстной пазухах».

## Бизнес
C 1989 года владелец и президент группы компаний «Dr.Ihde Dental», руководитель отдела разработки, доклинических и клинических исследований. Компания была основана в 1954 году его отцом Клаусом Иде как небольшой семейный магазин розничной торговли стоматологическими и расходными материалами. После смерти отца в 1989 году Штефан Иде возглавил предприятие, которое ориентировал на разработку, исследования и производство имплантатов и расходных материалов. Входящие в группу компании расположены в Швейцарии, Германии, Беларуси, Украине, России, специализируются также на научной, исследовательской и профильной образовательной работе. Группа компаний имеет собственные лаборатории и сеть партнёрских стоматологических клиник; филиалы в Черногории, Сербии, Испании, Украине, Индии, Беларуси.

## Критика
В конце 1990-х базальная имплантация не считалась научно доказанным методом лечения, и с самого начала своей карьеры в науке Штефан Иде, в основном, задействовал собственные производственные мощности для многих исследований и разработок, что вероятно, позволило ему избежать бюрократических проволочек. Однако, это же существенно затормозило признание его изобретений на национальном уровне — до 2002 года государственными швейцарскими и до 2007 года немецкими частными страховыми медицинскими компаниями метод протезирования с применением дисковых имплантатов не признавался как научно доказанное и необходимое с медицинской точки зрения лечение, также оно считалось более дорогим в сравнении с традиционными методами зубной имплантации.